# Лайман, Фрэнсис Марион
Фрэнсис Марион Лайман (англ. Francis M. Lyman, 12 января 1840 — 18 ноября 1916) — член Кворума двенадцати апостолов Церкви Иисуса Христа святых последних дней. Президент Кворума с 1903 года до своей смерти. Его отец и сын — Амесса М. Лайман (англ. Amasa Lyman) и Ричард Р. Лайман (англ. Richard R. Lyman) — так же являлись апостолами в церкви, оба отлучены от церкви во время службы в качестве апостолов.

## Биография

### Молодость
Фрэнсис М. Лайман первый сын Амессы М. Лаймана и Луизы Марии Таннер. Родился 12 января 1840 года в Гуд Хоупе, в штате Иллинойс. Весной того же года семья переехала в штат Айова. Оттуда, через год, они переехали в Наву, штат Иллинойс, чтобы жить около центра церкви. В 1843 году переехали в Алкуину, штат Индиана. После смерти Джозефа Смита-младшего вернулись в Наву в 1844 году. Его отец ушел с первой группой, чтобы отправиться во время исхода мормонов на Запад. В июне 1846 года семья переехала в Уинтер Куортерс, под присмотром своего деда по материнской линии. Его семья отправилась в долину Солт-Лейк, чтобы присоединиться к святым последних дней в 1848 году.
К 1851 году, когда ему было 11 лет, его отец, вместе со старейшиной Чарльзом С. Ричем, купил землю в городе Сан-Бернадино, в штате Калифорния, где они и поселились. Вместе с ними он помогал гнать животных из Солт-Лейк в Калифорнию через пустыню, присутствовал на закладке краеугольного камня Храма в Солт-Лейке в апреле 1853 года.

### Взрослая жизнь и служба
В 1856 году, когда ему было около 16 лет, рукоположён в старейшины руками своего отца. Его призвали на миссионерское служение в Великобританию в 1857 году. Он вынужден остановиться в Солт-Лейк-Сити в штате Юта и его попросили привести поселенцев из Калифорнии в долину Солт-Лейк. Война в штате Юта временно помешала его миссии.
Женился на Анн Тэйлор 18 ноября 1857 года.
В 1859 году его семья поселилась в Фармингтоне, в штате Юта. 7 января 1860 года он посвящён в Кворум семидесятых (Мормонизм) Джоном С. Глисоном. Перед отъездом на прерванную миссию, он построил хижину для своей жены и сына. Он уехал весной 1860 года.

### Миссия в Великобритании
Прибыв в Киртланд, штат Огайо, проведён через Храм Киртланда Мартином Харрисом. Отправился пароходом из порта в Нью-Йорке и прибыл в Ливерпуль 27 июля 1860 года. Прилежно отслужил свою двухлетнюю миссию. После освобождения от службы сопроводил 800 переселенцев в США. Они прибыли в Нью-Йорк 25 июня 1862 года, где он назначен президентом группы. В начале июля они дошли до Флоренса, штат Небраска, который теперь является северной окрестностью города Омаха. Он, наконец, приехал домой к своей жене и семейству в Бивере не раньше середины октября.

### Филмор
В марте 1863 года президент церкви Бригам Янг попросил у Фрэнсиса переехать в Филмор, штат Юта. Последующие 14 лет его жизни он прожил в Филморе, занимаясь руководством церкви, политикой, бизнесом и производством. Среди его должностей:
- Помогающий аудитор внутреннего дохода Соединённых Штатов Америки;
- Подполковник первого полка милиции в районе Паувань в возрасте 25 лет;
- Участник палаты общего сбора штата «Дезерет»;
- Участник 17-й, 18-й, 22-й и 23-й сессии территориальной законодательной власти штата Юта;
- Окружной клерк и учетник;
- Надзиратель школ;
- Окружной прокурор;
- Когда в Филморе создан кол, он рукоположён в чин первосвященника[англ.]. Дальше призван на высший совет.

4 октября 1869 года он начал практиковать многожёнство, когда женился на своей второй жене Кларе Каролин Каллистер. Её дедушка был Джон Смит, дядя Джозефа Смита-младшего. Вскоре Каролин родила сына - Ричарда Р. Лаймана, который позже служил в качестве апостола с 1918 по 1943 годы.
Лайман призван на вторую миссию в Англию и уехал из Солт-Лэйк Сити 20 октября 1873 года, приехал в Ливерпуль 12 ноября. В течение его миссии он также посетил и проповедовал в Уельсе, Шотландии, Дании, Германии, Швейцарии, Франции. Приехал в Юту с 300 святыми, вернувшись в Филмор 11 октября 1875 года.

### Округ Туэле
В апреле 1877 года призван председательствовать в коле Туэле, который организован 24 июня 1877 года в округе Туэле, штат Юта. Он также активно участвовал в политической деятельности. К августу 1878 года избран архивариусом округа и представителем в законодательном органе.
В 1874 году округ Туэле находился под управлением Либеральной партии и назван «Республикой Туэле». В 1878 году законодательная власть приняла резолюцию, которая предусматривала регистрацию голосующих. После обвинения Либеральной партии в коррупции и чрезмерных расходах, в результате чего округ остался в больших долгах, Народная партия победила на выборах 1878 года. Тем не менее, Либеральная партия отказалась считать голоса и объявила себя победителем выборов. Фрэнсис М. Лайман был ключевым в оппозиции против результатов выборов, и, после рассмотрения дел в окружных и верховных судах, Народную партию объявили победителем 29 марта 1879 года. Он заработал репутацию борца против коррупции благодаря своему рвению и эффективности в этой борьбе.

### Апостольство
10 октября 1880 года на генеральной конференции Лайман с Джоном Генри Смитом были призваны стать членами Кворума двенадцати апостолов. В то время Лайман участвовал в миссии для обследования части штатов Юта, Невада и Аризона, поэтому он рукоположён президентом Джоном Тейлором только 27 октября 1880 года. После призвания и рукоположения он полностью посвятил себя церковному служению.
Во время своего служения апостолом, Лайман посетил почти каждый город на Западе, в котором жили члены церкви и вёл подробные ежедневные записи своих апостольских дел.
В начале 1883 года Лайман получил призвание от президента Тейлора служить на миссии среди американских индейцев, в районах «Юнита» и «Оурае» штата Юта. Перегруженный своим призванием, он поднялся до вершины горы на границах территории индейцев, нашел плоскую поверхность и почувствовал, что должен молиться. Излив свои чувства на горе, Лайман возвратился к своей деятельности. Ему было трудно сталкиваться с анти-мормонскими индейцами и работать с народом, о котором он очень мало знал.
Лайман с другими миссионерами проповедовал энергично; представители индейцев были восприимчивыми и разрешили им свободно проповедовать. Несколько членов племени Юта присоединились к ним и они были самыми эффективными в проповедовании своим братьям. Многие индейцы получили «Книгу мормона» и приняли их проповедь и крестились.
Послужив индейцам и духовно и физически, Лайман вернулся в город Прово 28 мая 1883 года и продолжал усердно служить в своих призваниях.
В 1902 году Лайман призван возглавить Европейскую миссию. Он предпринял несколько ключевых реформ и расширил количество домов миссии на территории Европы. В 1903 году Лайман вместе с Джозефом Дж. Канноном, путешествовали и проповедовали в Финляндии и России. Во время пребывания в России, он произнёс молитву посвящения в предвидении основания Церкви и проповедования евангелия в этой стране.
Весной 1902 он посетил Палестину и возвёл торжественную молитву на Елеонской горе.
В 1903 году Бригам Янг младший скончался, и Лайман стал президентом Кворума двенадцати апостолов. Он вернулся в Юту в 1904 году. Вскоре после возвращения, он поехал в Вашингтон для того, чтобы свидетельствовать на расследовании по делу Рида Смута, перед сенатским комитетом по привилегиям и избраниям.
Лайман скончался от воспаления лёгких у себя дома 18 ноября 1916 года. Стивен Л. Ричардс призван занять его место в Кворуме двенадцати, в итоге Хибер Дж. Грант принял его должность Президента кворума.
Лайман всегда старался примирять людей друг с другом. Он был способен выразить неприятное положительным образом, широко известен своей искренностью и порой резкостью. Все, кто имел честь познакомиться с ним, стали лучшими людьми вне зависимости того, какое послание он им дал. Он был твёрд из-за многих лет тяжелого труда, начиная с переселения на запад, когда ему было 8 лет, и с того, что он вёл свой скот в Калифорнию уже в возрасте 11 лет. Он всё же известен среди членов церкви своей добротой и искренностью.